# Upper Largo
Upper Largo o Kirkton of Largo è un villaggio situato nelle vicinanze di East Neuk, nel Fife, Scozia, Regno Unito, a poco meno di un chilometro da Largo Bay e da Lower Largo
Upper Largo è sede del Largo Cricket Club.